# Ligne de Gien à Argent
La ligne de Gien à Argent est une ligne ferroviaire en France, qui reliait les gares de Gien (Loiret) et d'Argent-sur-Sauldre (Cher).

## Histoire
Déclarée d'utilité publique le 17 juin 1874, la ligne est concédée à titre définitif par l'État à la Compagnie du chemin de fer de Paris à Orléans (PO) par une convention signée entre le ministre des Travaux publics et la compagnie le 28 juin 1883. Cette convention est approuvée par une loi le 20 novembre suivant.
Jusqu’en 2013, seul le tronçon de Gien à Poilly-lez-Gien était utilisé pour le trafic de marchandises, Le déraillement d'un train de maïs en 2013 semble marquer la fin de la section Gien - Poilly-lez-Gien. 

## Tracé
La ligne croise la Loire à Gien, par le viaduc de Gien, qui a une longueur totale de 1 832,20 mètres.